# Huancavelica (vùng)

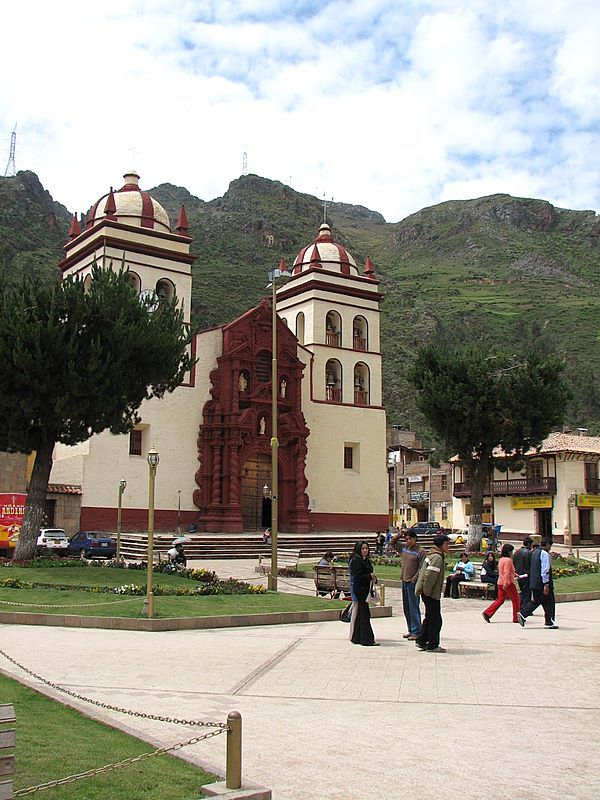
Nhà thờ tại Huancavelica

Huancavelica là một vùng tại Peru, diện tích 22.131.47 km² và dân số 454.797 người (thống kê 2007). Thủ phủ của vùng là Huancavelica. Huancavelica giáp với các vùng Lima và Ica về phía tây, Junín về phía bắc, và Ayacucho về phía đông.

## Phân chia hành chính
Vùng này chia thành bảy tỉnh.
Tỉnh (tỉnh lị)
1. Tỉnh Acobamba (Acobamba)
2. Tỉnh Angaraes (Lircay)
3. Tỉnh Castrovirreyna (Castrovirreyna)
4. Tỉnh Churcampa (Churcampa)
5. Tỉnh Huancavelica (Huancavelica)
6. Tỉnh Huaytará (Huaytará)
7. Tỉnh Tayacaja (Pampas)

Các đô thị chính là Huancavelica, Pampas và Lircay.

## Dân cư
Dân cư của vùng này đa phần có nguồn gốc từ người Quechua.

### Ngôn ngữ
Theo thống kê 2007, ngôn ngữ đầu tiên của đa số người dân là tiếng Quechua (64,03%), theo sau là tiếng Tây Ban Nha (35,67%). Dạng tiếng Quechua được sử dụng tại Huancavelica là Quechua Chanka. Bảng dưới cho thấy kết cả khảo sát thành phần ngôn ngữ tại đây:
| Tỉnh           | Quechua | Aymara | Asháninka | Ngôn ngữ bản địa khác | Tây Ban Nha | Ngôn ngữ nước ngoài khác | Người câm hoặc điếc | Tổng cộng |
| -------------- | ------- | ------ | --------- | --------------------- | ----------- | ------------------------ | ------------------- | --------- |
| Acobamba       | 51.338  | 49     | 11        | 10                    | 8,261       | -                        | 78                  | 59.747    |
| Angaraes       | 40.669  | 62     | 7         | 7                     | 10.922      | -                        | 56                  | 51.723    |
| Castrovirreyna | 4.093   | 14     | 1         | 3                     | 14.168      | -                        | 73                  | 18.352    |
| Churcampa      | 33.025  | 27     | 4         | 19                    | 8.542       | 3                        | 127                 | 41.747    |
| Huancavelica   | 73.340  | 117    | 28        | 13                    | 59.544      | 4                        | 157                 | 133.203   |
| Huaytara       | 5.670   | 13     | 4         | 3                     | 16.218      | 2                        | 28                  | 21.938    |
| Tayacaja       | 63.950  | 91     | 23        | 15                    | 33.900      | 1                        | 242                 | 98.222    |
| Tổng cộng      | 27.085  | 373    | 78        | 70                    | 151.555     | 10                       | 761                 | 424.932   |
| %              | 64,03   | 0,09   | 0,02      | 0,02                  | 35,67       | 0,00                     | 0,18                | 100,00    |

## Giáo dục
Universidad Nacional de Huancavelica tại Huancavelica là trường đại học duy nhất của vùng, nó có những chi nhánh tại Pampas, Lircay, Acobamba và Castrovirreyna.